# Motor Elsbett
El motor Elsbett (o Elko) es un motor de combustión interna diseñado para funcionar con combustible vegetal puro, combustible mineral o mezclas. Es una variación del motor diésel. Este motor fue inventado por Ludwig Elsbett en 1979.
En la década de 1980, un coche de Mercedes-Benz propulsado por este motor demostró su mayor rendimiento respecto a un motor diésel convencional.

## General
Es un motor de aproximadamente 1500cc de desplazamiento o cilindrada, del tipo Turbo-Diesel semiadiabatico, es decir, trata de minimizar la refrigeración para conservar el calor dentro de sus mecanismos y asi disminuir sus consumos y contaminación. Posee tres cilindros en linea, turbocompresor, aparentemente con enfriador o Intercooler, refrigerado mediante aceite lubricante. Las fuentes afirman que el radiador para la refrigeración del motor es de dimensiones menores al de la mayoria de los motores de su categoria. Diversas fuentes mencionan potencias del orden de entre 89hp y casos de hasta 117hp para este modelo.

### Inyección
Este es un motor que posee tres cilindros en linea, donde cada cilindro tiene un inyector-bomba accionado por el arbol de levas ubicado en la tapa de cilindros. Seria un sistema de inyeccion directa de alta presion optimizado para poder funcionar tanto con combustibles minerales, es decir, kerosene o parafina, gasoil asi como aceites de origen vegetal. Cuenta con un sistema de turbo-sobrealimentacion.

### Construcción
El funcionamiento con aceite vegetal plantea retos por la naturaleza del combustible como la alta viscosidad y el secado en presencia de oxígeno.
Para solucionar estos problemas, al arranque se utiliza diésel convencional para purgar los inyectores y al parar se introduce también diésel para evitar los efectos de la alta viscosidad y el secado de los aceites vegetales, el resto del tiempo que está en funcionamiento funciona únicamente con combustible vegetal.
La clave del mayor rendimiento reside en la temperatura de funcionamiento del motor, del orden de 700 °C en lugar de 300 °C mucho mayor que la de un diésel convencional, mayor velocidad de giro (1000 rpm o más por minuto). Esta alta temperatura de operación, produce una reducción en vez de una combustión, por lo que aumenta la eficiencia y provoca que se produzcan menos partículas contaminantes.
Este aumento de la temperatura se obtiene mediante un diseño especial del pistón, con un hueco central y una inclinación de 45 º de la bomba de inyección y del inyector de alta presión. Esta disposición crea un vórtice violento en la cámara, mejorando la combustión.

### Refrigeración
El motor no utiliza para la refrigeración agua o aire, sino que utiliza un sistema de refrigeración por aceite: mediante salpicadura el aceite lubrica y refrigera la parte inferior del pistón y mediante un radiador de pequeño tamaño próximo a él se produce la refrigeración.

## Falta de adopción
Las causas de la no adopción de este motor permanecen poco claras. La firma alemana Elsbett Konstruction, oriunda de Hipolstein, Alemania ha transferido el know-how y las autorizaciones necesarias al grupo industrial brasileño Garavello con el fin de iniciar su produccion en aquel pais sudamericano. Llegaron a circular unidades de prueba instaladas en diversos vehiculos en Brasil y hasta en Argentina que dieron cuenta de su buen funcionamiento. No obstante, elementos desconocidos parecen haber impedido su implementacion en el parque automotor como asi su utilizacion como motor estacionario, por ejemplo, como generador electrico o para bombeo de riego agricola.